# Wulensi

Wulensi är en ort i östra Ghana. Den är huvudort för distriktet Nanumba South, och folkmängden uppgick till 10 696 invånare vid folkräkningen 2010.